# Yıldız Tilbe
Yıldız Tilbe (IPA: [yıldız tilbe], született: Isztambul, 1966. július 16.) török énekesnő.

## Diszkográfia

### Albumok
- Delikanlım (1994)
- Dillere Destan (1995)
- Aşkperest (1996)
- Salla Gitsin Dertlerini  (1998)
- Gülüm (My Rose) (2001)
- Haberi Olsun (2002)
- Yürü Anca Gidersin (2003)
- Yıldız'dan Türküler (2004)
- Sevdiğime Hiç Pişman Olmadım (2004)
- Papatya Baharı (2005)
- Tanidim Seni (2006)
- Güzel (2008)
- Aşk İnsanı Değiştirir (2009)
- Hastayım Sana (2010)
- Oynama (2011)
- Yeniden Eskiler Arabesk (2013)
- Şivesi Sensin Aşkın (2014)
- Yıldız Tilbe (2015)
- Oynat (2016)
- Sevgililer Günü (2017)
- Bir Seni Tanırım (2018)
- Kış Gülleri (2018)